# 浦上宗久
浦上 宗久（うらがみ むねひさ）は、戦国時代の武将。赤松氏の家臣。備前国香登城主。
『備前難波文書』によると、永正9年（1512年）の閏4月17日付け書状に初めて登場した。永正年間、兄・村宗が赤松家重臣として、宗久が備前守護代として活躍していたという。その後、赤松家中で兄と共に不動の地位を築いていった。
永正16年（1519年）冬、置塩城下を去った村宗は三石城に籠って謀叛を起こした。しかし、宗久は兄に同調せず、香登城に籠城して、兄に対抗し、赤松氏に味方した。配下の宇喜多能家は宗久が村宗を討って浦上家の当主となる陰謀を見抜き、城を脱出して、村宗に密告したという。
その後、宗久は赤松家重臣として香登城に居座り続け、兄と対立し続けた。赤松義村の死後以降の動向は不明である。